# تشارلز بهلر
تشارلز بهلر (1868 - 1937) (بالفرنسية: Charles Baehler)‏ رجل أعمال سويسري الجنسية ومؤسس وصاحب سلسة فنادق وعقارات بمدينة القاهرة صاحب أشهر ممر وعمارة وفندق، في وسط البلد ارتبط اسمه بتاريخ القاهرة الحضاري.
في وسط القاهرة يقف مبنى ضخم يتوسط ميدان طلعت حرب «سليمان باشا سابقا»، مبني على طراز الآرت ديكو، هو من آخر إبداعات بهلر 1927-1929، وهو من تصميم المعماري الفرنسي ليو نافليان، هذا المبني الفاخر كان حل محل فندق «سافوي» وملحقاته.
كان فندق «سافوي» ولفترة طويلة واحد من أهم أماكن إدارة الأعمال آو الإقامة في القاهرة، فالمكاتب التمثيلية للشركات البريطانية كانت بهذا المبنى، وحتى القيادة المركزية للجيش البريطاني خلال الحرب العالمية الأولى كانت موجودة به.
في سنة 1924 قرر المالك الجديد لفندق سافوي، تشارلز بهلر، هدم الفندق وملحقاته ليمهد الطريق لمبنى ضخم يجسد المعنى الحقيقي للبناء العصري.

## انجازاته في تعمير القاهرة
- في 21 أكتوبر 1885 وصل إلى القاهرة.
- سنة 1904 أصبح يملك حصة الأغلبية في شركة الفنادق المصرية المحدودة اللي تأسست في 1897.
- سنة 1906 انشأ شركة صعيد مصر للفنادق المحدودة واللي بدأت بخمسة فنادق في الأقصر وأسوان، وكان من ضمنها فندق وينتر بالاس الذي بناه بهلر، وفندق «كتاركت».
- سنة 1907، أنشأ شركة الكهرباء والطاقة والتي كانت تغذي فندق شيبرد والأحياء المحيطة بـ2500 حصان من الطاقة الكهربائية.
- سنة 1908 اشترى أراض إضافية في جزيرة بولاق اللي تحولت إلى حي الزمالك.
- سنة 1910 أصبح المالك المسيطر على حصص فندق سميراميس.
- سنة 1925، وافقت هيئه الفنادق المصرية على إدارته لممتلكات شركة الفنادق الكبرى «مجموعة Nungovitch سابقا»، ولمدة 25 سنه، واللي تضم «فندق كونتننتال و فندق مينا هاوس، و فندق سان ستيفانو وحلوان»، وأصبح بهلر هو المسيطر على معظم الفنادق الرائدة في مصر بمجموع 4000 سرير.
- سنوات 1927-1929 انشأ بهلر مبنيين في الزمالك، وعمارة بهلر في وسط القاهرة، اللي أصبحت الآن ملكا لشركات التأمين.
- سنوات 1928-1929 تم افتتاح فندق متر وبوليتان -أصبح كوزموبوليتان- في شارع قصر النيل.
- سنة 1929 بناء فندق الملك داود في القدس.
- سنة 1933، وما بعده انشأ كأس بهلر-رينهارت للتحدي على ملاعب التنس في القاهرة والإسكندرية للسويسريين المقيمين في مصر.
- عاش بهلر في فيلا الساحة الحمراء في شارع حسن صبري «الجبلايه سابقا»، ثم انتقل إلي فيلا «لوتس» رقم 20 شارع دار الشفا بجاردن سيتي، واللي هدمت بشكل غير قانوني في سنة 1996 واللي أدى إلى فصل نائب محافظ القاهرة في ذلك الوقت.
- لم يكن هناك مبنى بحجم عمارة بهلر في وسط القاهرة في ذلك الوقت.
- عمارة بهلر تتكون من 6 مبان شبه منفصلة، ولكل منها مدخل خاص، وبها نحو 130 شقة فاخرة، والبعض منها مكاتب تجارية، أما الدور الأرضي فقد قسم إلى 72 محلاً مستقلاً على الطراز الباريسي.
- كان ممر بهلر عامرًا بأفضل محلات الملابس الرجالي والحريمي من أفضل الماركات العالمية وصالات عرض اللوحات الفنية لكبار الفنانين.
- كان تشارلز بهلر هو المالك لفندق قصر الجزيرة «فندق ماريوت الآن»، وقد فضل شراء المزيد من الأراضي الزراعية في جزيرة بولاق «الزمالك»، واللي مكنه من تكوين شركة تنمية عمرانية.
- في مدخل الزمالك لازال يوجد مبنى بهلر، واللي بني في مطلع هذا القرن على أرض استقطعت من الحدائق الخاصة بالخديو السابق متميزًا بالزخارف المستوحاة من المباني الأوروبية.

## ممر بهلر
هو ممر تجاري شهير يصل بين شارعي طلعت حرب وقصر النيل بالقاهرة يحمل آثارا فخامة قديمة وعز بائد، سمي الممر بهذا الاسم نسبة لتشارلز بهلر كان يمتلك فندق سافوي والذي يطل علي ميدان سليمان باشا( طلعت حرب) حاليا، فقرر هدمه ليقوم ببناء مبني سكني وتجاري عملاق واختار مهندسا فرنسيا لتصميمه، احتوي المبني الجديد علي العشرات من الشقق السكنية الفاخرة والمحلات التجارية باريسية الطراز وضم أيضا ممرا تجاريا أطلق عليه ممر بهلر به محلات راقية تقدم أحدث صيحات الموضة العالمية ومعارض فنية تعرض أعمال كبار الفنانين وكان الممر نسخة مصغرة من شارع( رو دي ريفولي) التجاري الشهير في باريس، وبقي الممر حاملا اسمه يردده الناس لكن أغلبهم لا يعرفون صاحبه.

## معرض الصور

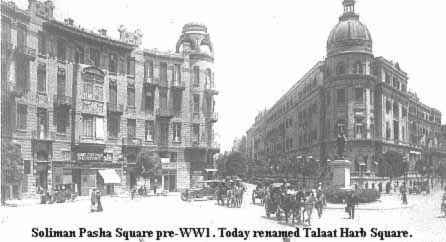
ميدان طلعت حرب أثناء الحرب العالمية الأولى
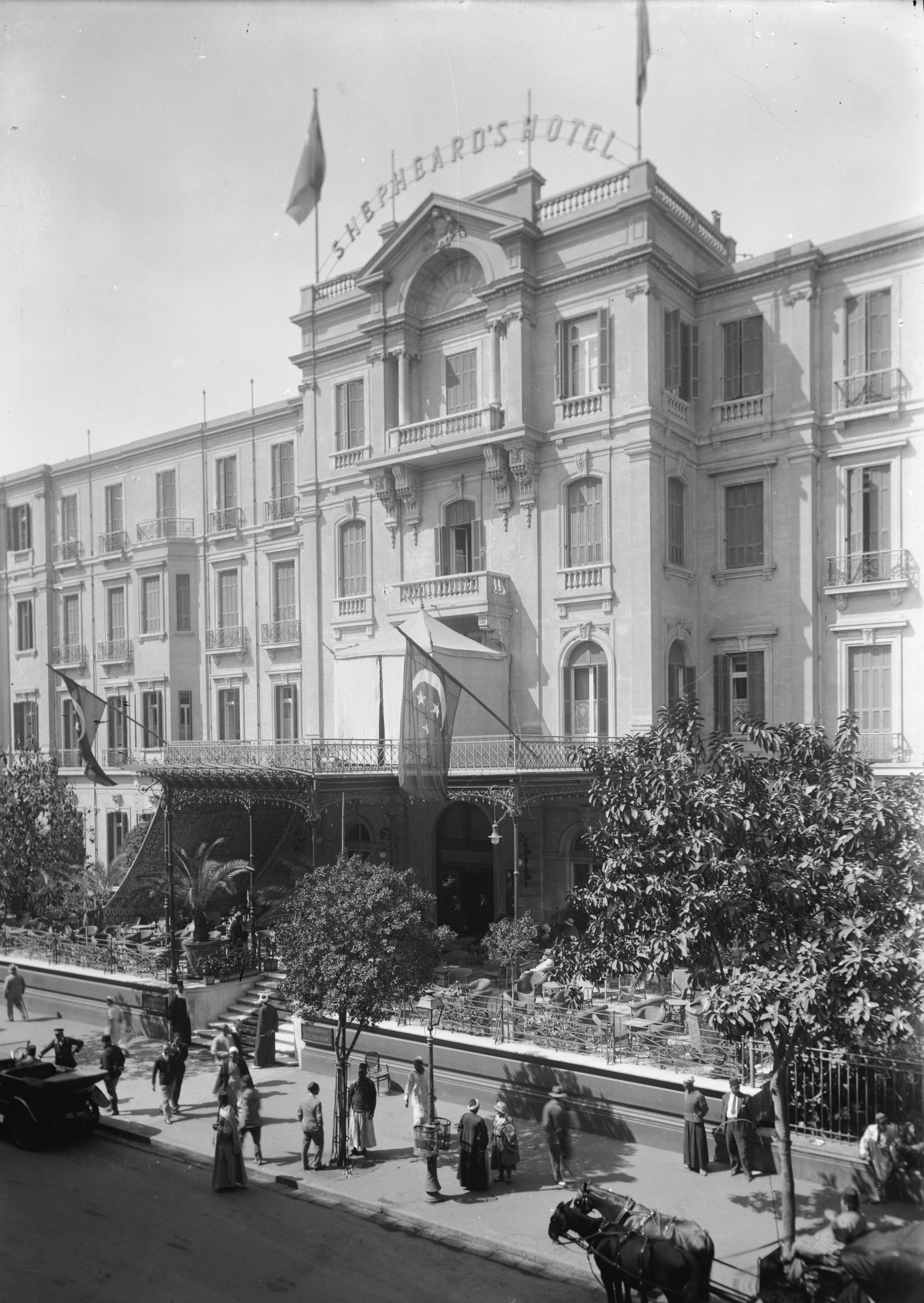
فندق شبرد، القاهرة
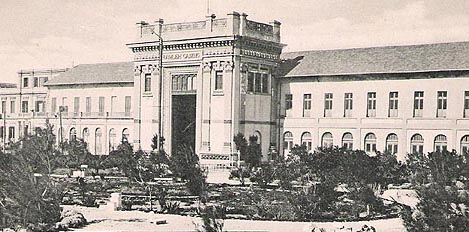
فندق وكازينو سان ستيفانو في أوائل القرن العشرين
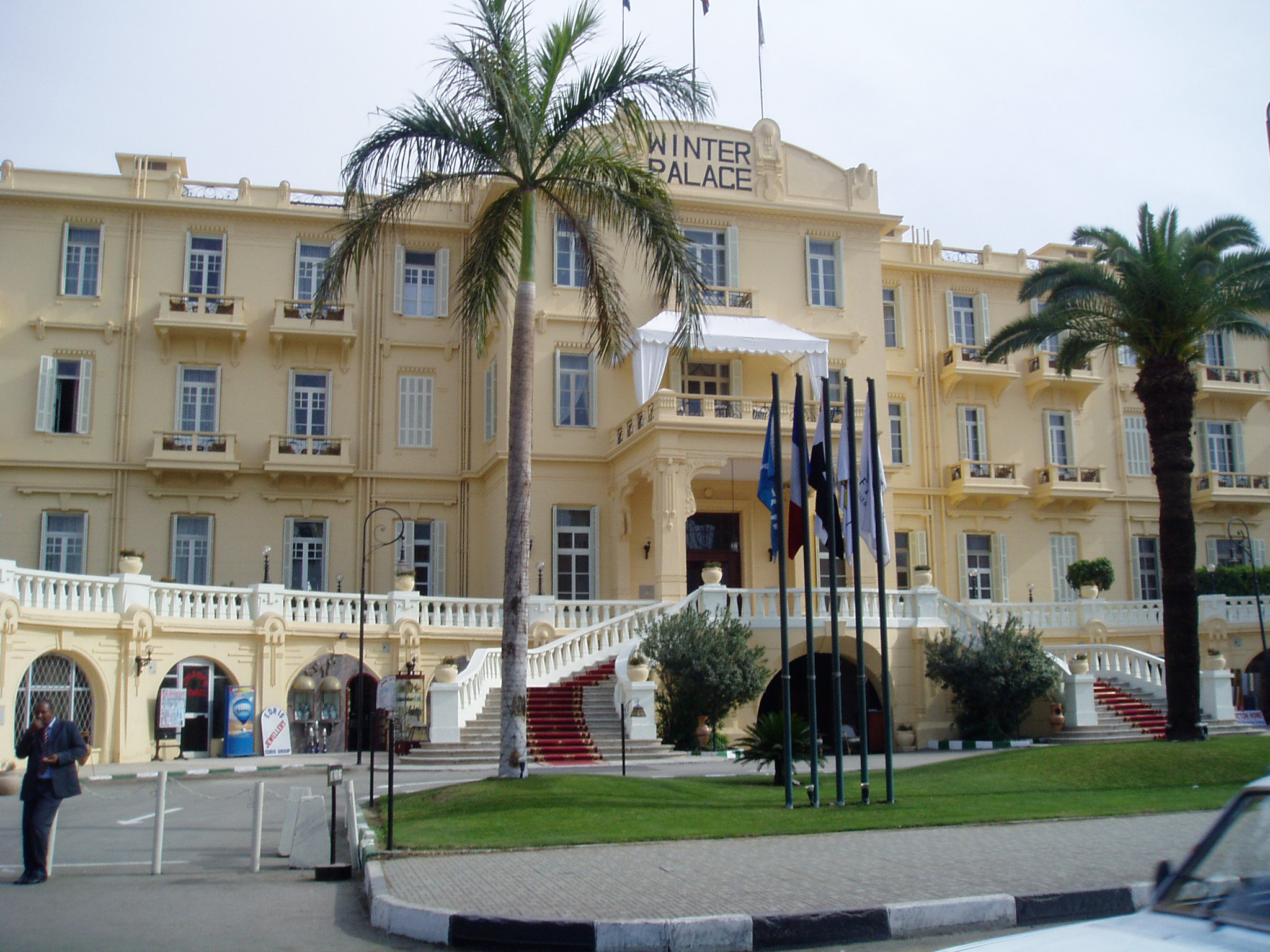
فندق وينتر بالاس فى الاقصر